# Sztorm (singel)
Sztorm – singel producenta muzycznego Donatana i piosenkarki Cleo. Piosenka promowała album duetu zatytułowany Hiper/Chimera. Wydawnictwo, w formie digital download ukazało się 10 listopada 2014 roku nakładem wytwórni muzycznej Urban Rec.
Utwór wyprodukowany przez Donatana został zarejestrowany w krakowskim Gorycki & Sznyterman Studio we współpracy z realizatorem Jarosławem Baranem. Kompozycja była promowana teledyskiem, który wyreżyserował Piotr Smoleński.

## Notowania
| Kraj   | Lista                       | Pozycja |
| ------ | --------------------------- | ------- |
| Polska | Szczecińska Lista Przebojów | 29      |